# Lukavac (Valjevo)
Pour les articles homonymes, voir Lukavac.
Lukavac (en serbe cyrillique : Лукавац) est un village de Serbie situé sur le territoire de la Ville de Valjevo, district de Kolubara. Au recensement de 2011, il comptait 856 habitants.

## Géographie

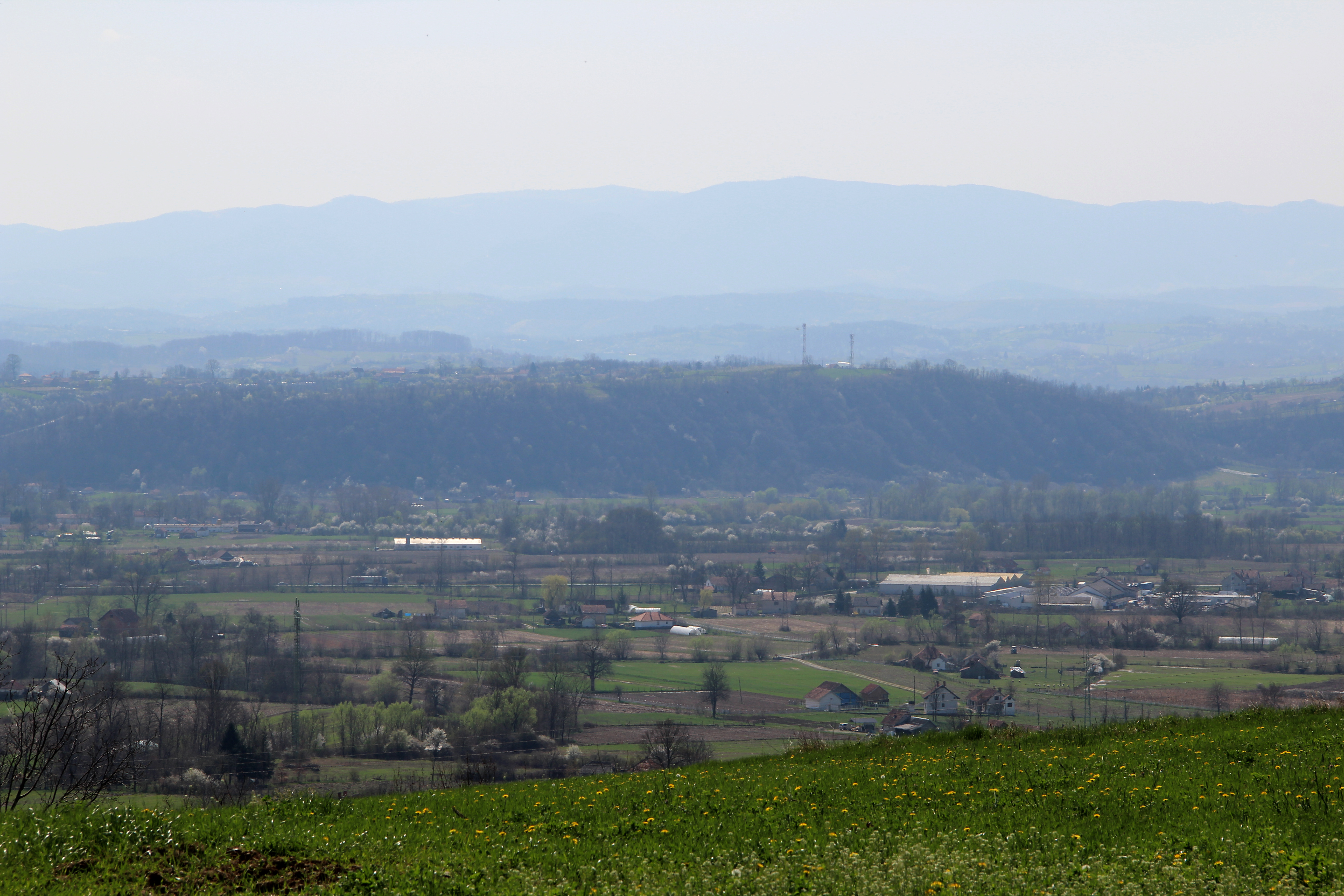
Lukavac - panorama
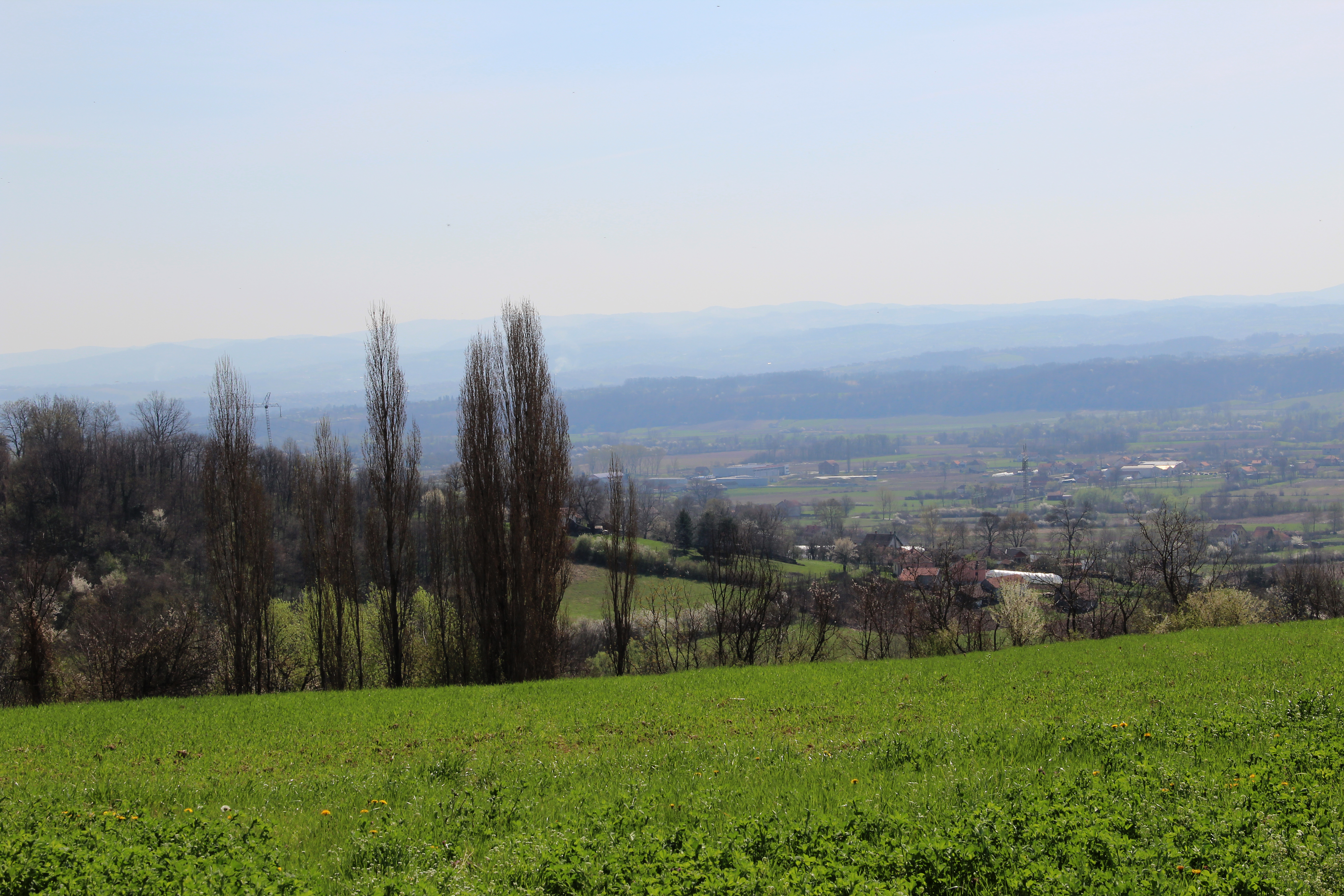
Lukavac - panorama
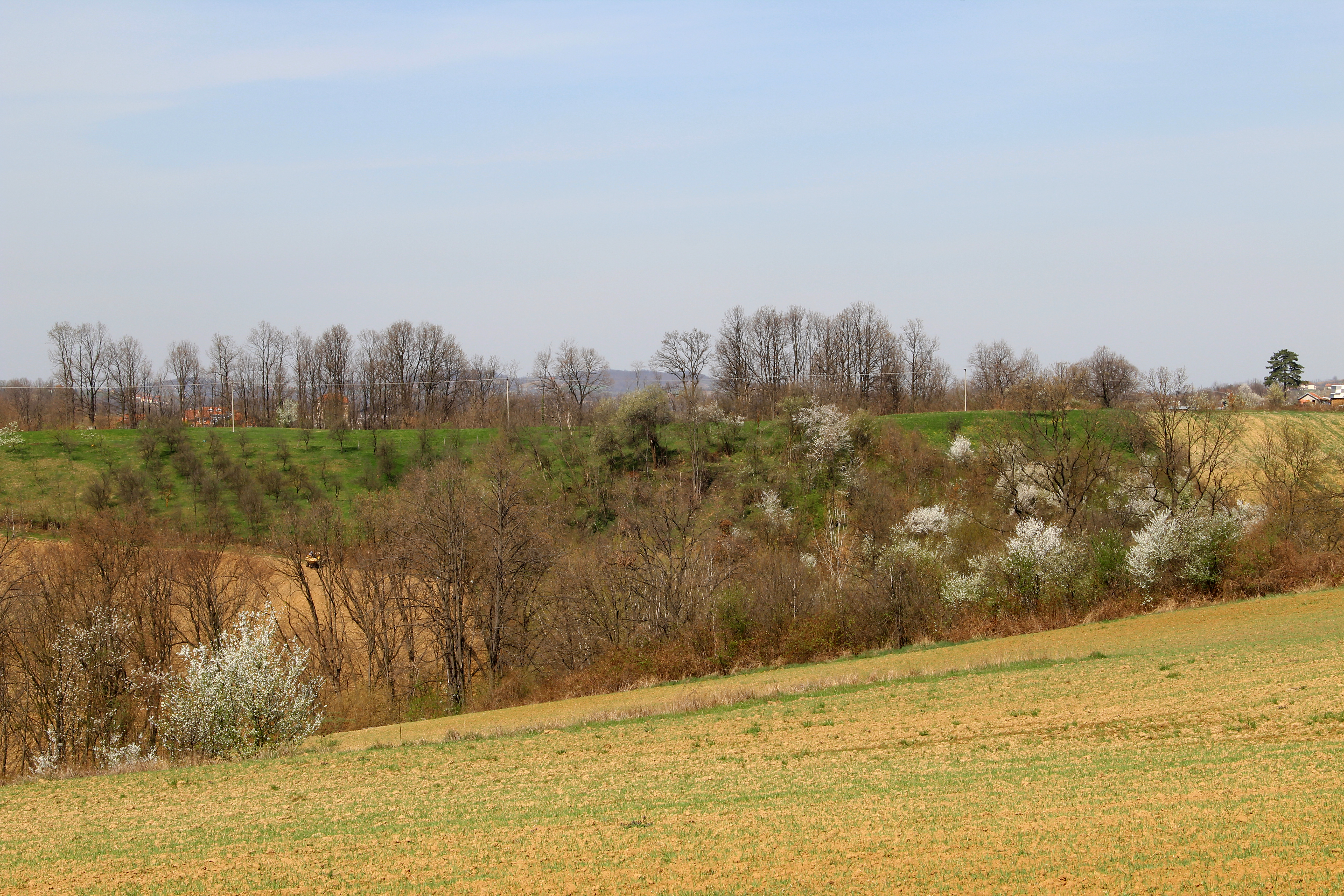
Lukavac - panorama

## Histoire

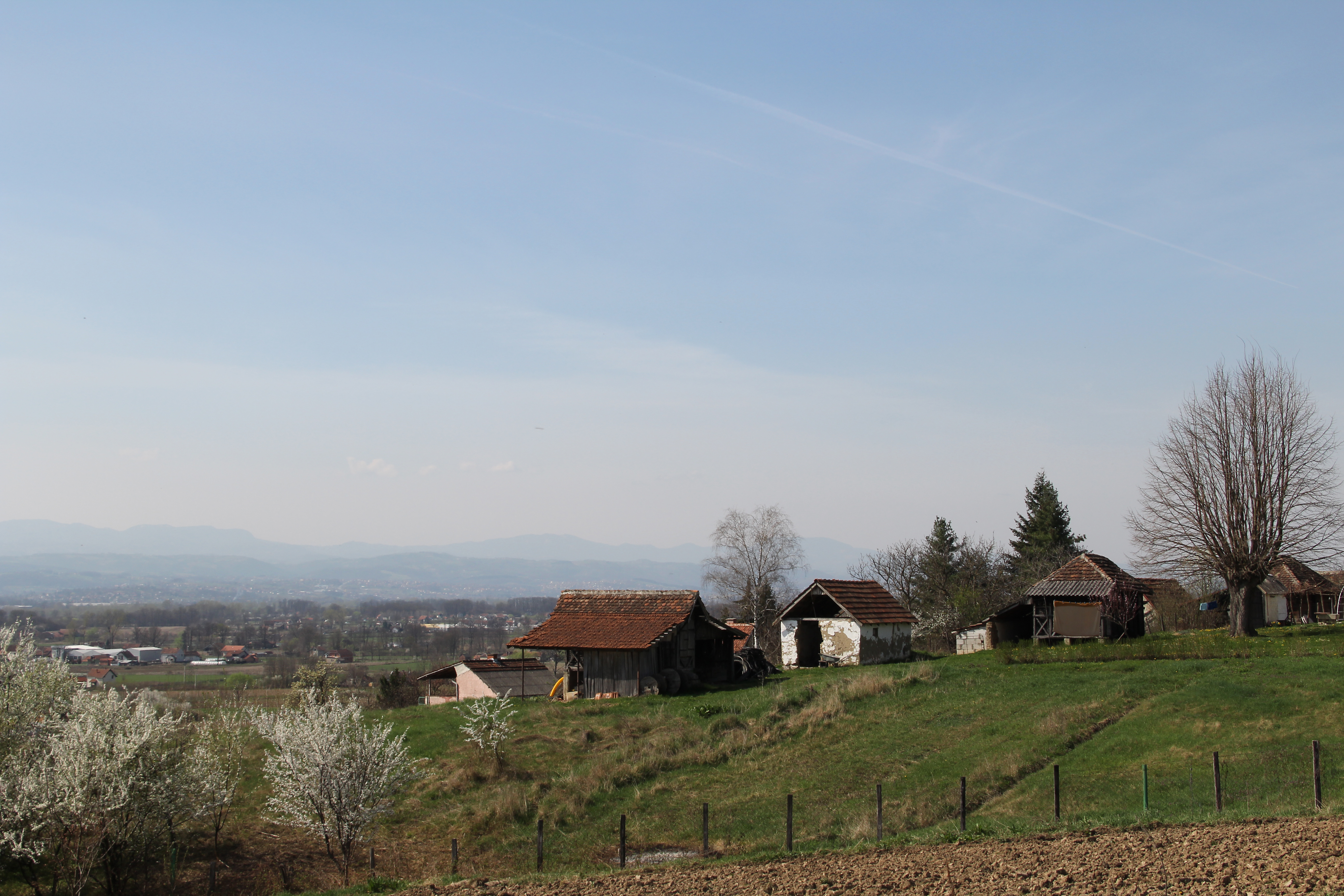
Maison rurale à Lukavac
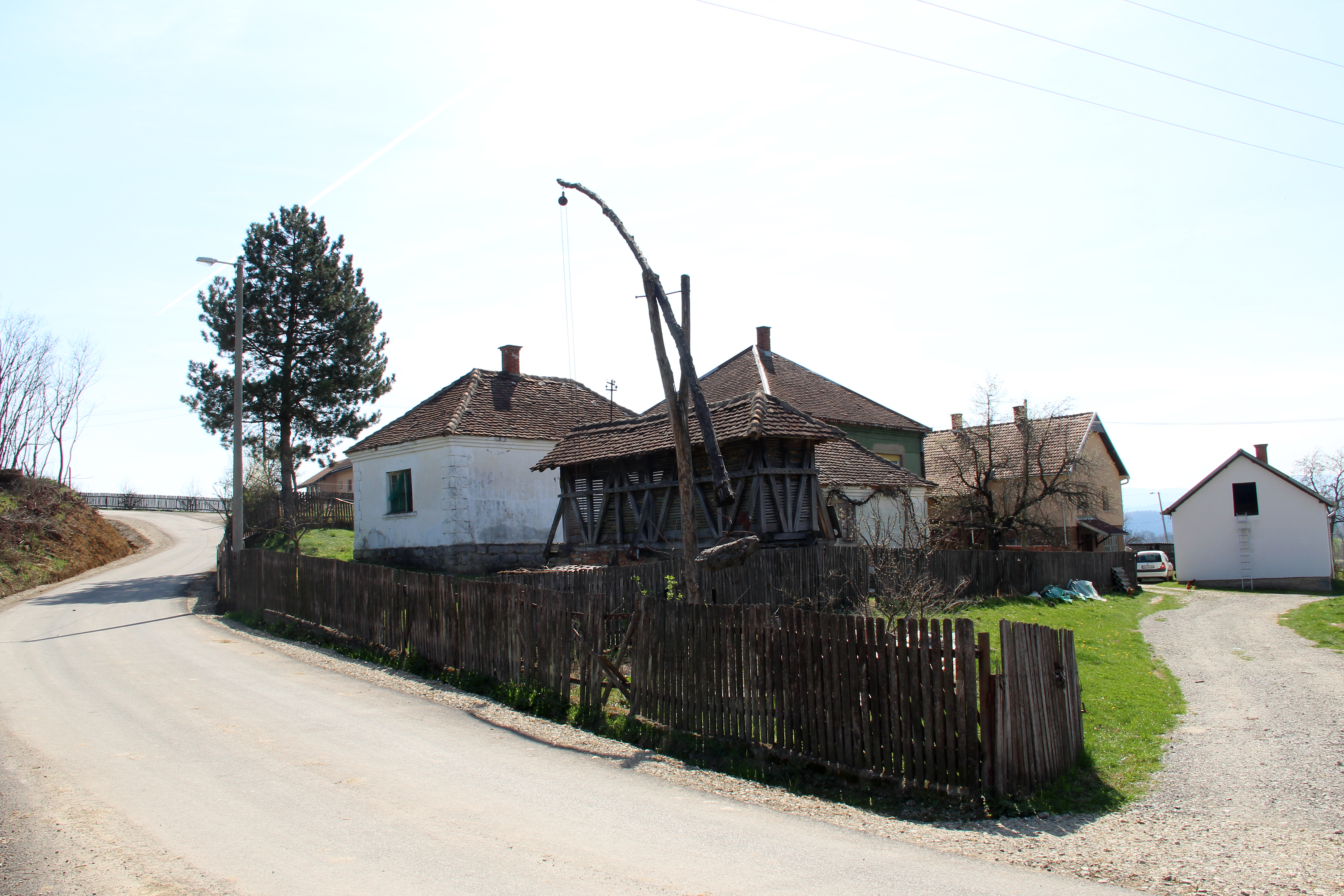
Autre maison
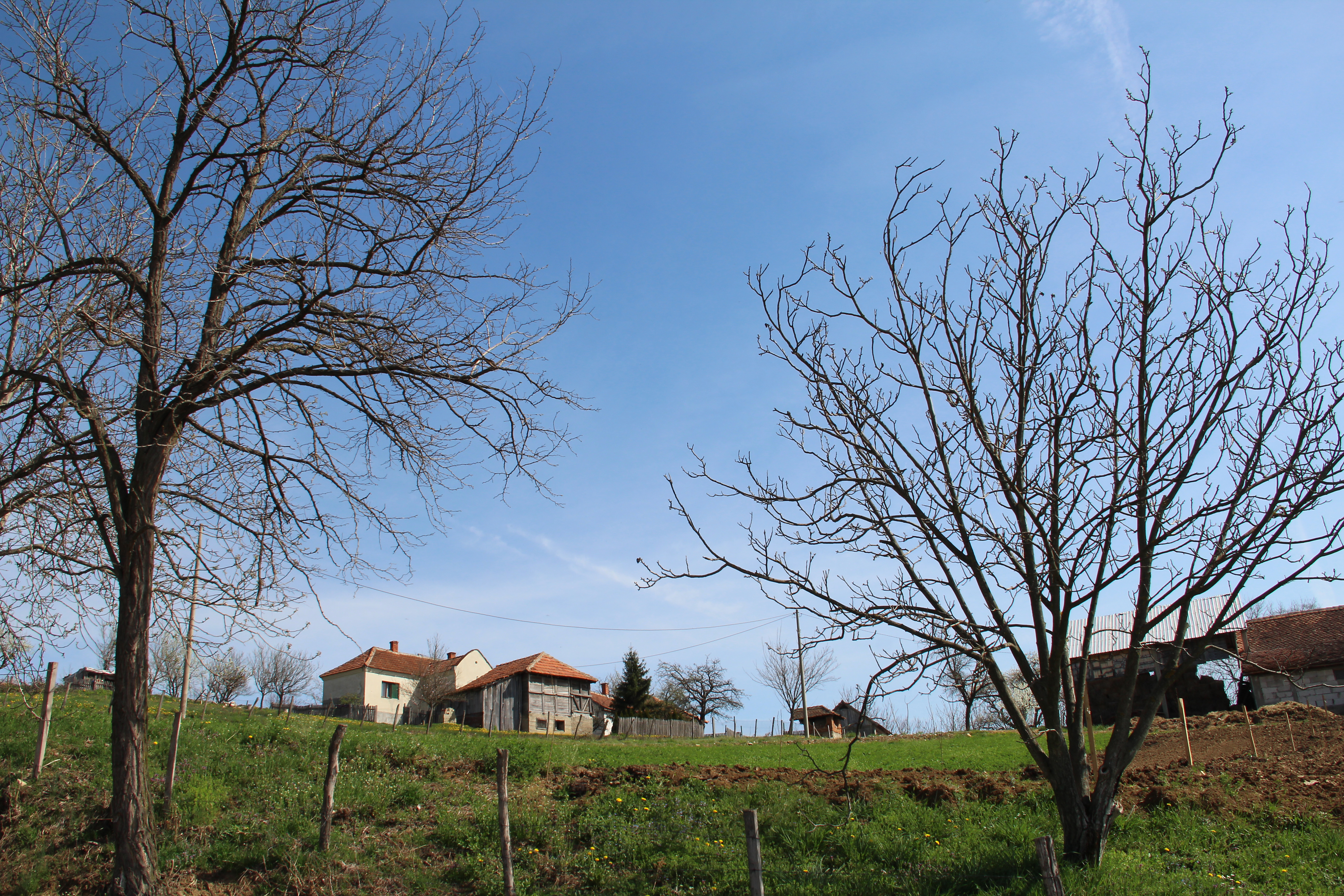
Autre maison

## Démographie

### Évolution historique de la population
| 1948  | 1953  | 1961  | 1971  | 1981  | 1991  | 2002  | 2011 |
| ----- | ----- | ----- | ----- | ----- | ----- | ----- | ---- |
| 1 218 | 1 284 | 1 249 | 1 197 | 1 182 | 1 128 | 1 054 | 856  |

|  |